# Іль-дю-Порт (Кергелен)
Іль-дю-Порт — французький острів в Індійському океані, розташований на північ від Гранд-Тер в архіпелазі Кергелен. Він захищений затокою Хіллсборо, затокою, утвореною півостровом Жоффр на північному заході, передгір'ям льодовика Росса на південному заході та північно-західним узбережжям півострова Курбе на південному сході.

## Географія
Іль-дю-Порт розташований у затоці Хіллсборо і оточений з півночі, заходу та півдня Гранд-Терр , головним островом архіпелагу. Іль-дю-Порт має довжину майже 13 км, ширину до 10 км і площу 43 км².  Це робить його п'ятим за величиною островом в архіпелазі після Гранд-Тер , Іль-Фош, Хоу та Сен-Ланна Грамона. Найвища висота горбистого острова — К 13 на південному заході на висоті 340 м, друга за висотою — гора Сигналь на висоті 293 м над рівнем моря.  Острів, як і всі острови Кергелен, вулканічного походження.

## Населення
Людей на острові немає.